# It's Over
Singles de Electric Light Orchestra
Sweet Talkin' Woman
(1978) Shine a Little Love
(1979)
Pistes de Out of the Blue
Turn to Stone Sweet Talkin' Woman
It's Over est une chanson d'Electric Light Orchestra tirée de l'album Out of the Blue, sorti en 1977. Elle est également parue en single l'année suivante, uniquement aux États-Unis, où elle a atteint la 75e place du Billboard Hot 100.